# لندفال (مینه‌سوتا)
لندفال، مینه‌سوتا (به انگلیسی: Landfall, Minnesota) یک شهر در ایالات متحده آمریکا است که در شهرستان واشینگتن واقع شده‌است.

## خصوصیات
لندفال ۰٫۲۳ کیلومترمربع مساحت و ۶۸۶ نفر جمعیت دارد و ۲۹۷ متر بالاتر از سطح دریا واقع شده‌است.